# Елін Рейс
Елін Вілларес Рейс або просто Елін Рейс (порт.-браз. Aline Villares Reis / Aline Reis; нар. 15 квітня 1989, Агуаї, Сан-Паулу, Бразилія) — бразильська футболістка, воротар іспанського клубу «Гранаділья Тенеріфе» та національної збірної Бразилії. Алін ставала ключовим гравцем у кожній команді, до складу якої переходила. Вона відома своїм атлетизмом, швидкістю та спритністю, стрибучістю та високим технічним рівнем, вважається Хорхе Кампосом у жіночому футболі.

## Клубна кар'єра

### Ранні роки
Елін виросла в Кампінасі, Бразилія. Футболом розпочала займатися у Спортивному центрі Кареки, а в 2000 році успішно пройшла перегляд у «Гуарані», де спочатку грала за футзальну команду, а полтім і за молодіжний склад футбольної команди. Проте подальших перспектив у команді не побачила й швидко почала занепадати духом. Під час одного з матчів її помітив скаут зі США та запропонував спробувати свої сили за кордоном. 

### США
У 18-річному віці переїхала до Орландо, штат Флорида, щоб навчатися в Університеті Центральної Флориди й водночас виступати за його футбольну команду «ЮКФ Найтс» у National Soccer Coaches Association of America (NSCAA). Елін протягом чотирьох років виходила у стартовому складі в матчах футбольної команди Університеті Центральної Флориди (за винятко двох поєдинків) й отримала відзнаку Всецентрального регіону NSCAA та Всіх конференцій США за всі чотири сезони. Загалом зіграла 2 278 хвилин у складі університетської команди. У свій перший рік (2008) вона отримала Всеамериканську відзнаку NSCAA, ставши однією з трьох першокурсників країни, призначених до першої або другої команд, і першим гравцем UCF за попередні 13 років, який заслужив визнання All-America, пішовши слідами гравчині століття Мішель Екерс. Вона продовжила свою кар’єру, посідаючи друге місце в університетській історії за кількістю здійснених сейвів протягом кар’єри (347), четверте за результатами шотаутами (28) та шосте за середньою кількістю пропущених м'ячів (1,04), названа гравцем № 1 UCF в епоху C-США.
Аманда Кромвелл,яка була головним тренером UCF під час кар’єри Елін в коледжі, заявила, що вона «гравець мрії кожного тренера і товариш по команді кожного гравця».

### Повернення на батьківщину та виступи в Європі
Після завершення кар’єри гравця на університетської ліги Елін професійно грала у Фінляндії за клуб першого дивізіону «Сейнайоен Мімміліга», а також працювала директором з футбольних операцій у своїй альма-матер, Університеті Центральної Флориди, одночасно здобуваючи ступінь магістра в галузі спорту та фізичних вправ. Наприкінці 2013 року Елін приєдналася до тренерського штабу жіночого футболу «УКЛА Брюїнс» на посаду тренера воротарів. У грудні 2015 року вона залишила Каліфорнійський університет, щоб грати за «Ферроварію» на батьківщині.
У 2017 році Елін протягом 5 місяців виступала у жіночій вищій лізі Угорщини, граючи за «Дьйор», але покинула клуб разом з іншими гравцями-збірниками через те, що їм не виплачували зарплату.
У 2018 році Елін підписала контракт з клубом вищого дивізіоні Іспанії «Гранаділья Тенеріфе», де вона зараз грала протягом 3 сезонів (2018/2019 - 2019/2020 - 2020/2021). Елін — збірниця, яка зіграла найбільшу кількість матчів у чемпіонаті Іспанії (84).

## Кар'єра в збірній
Вперше Елін викликали до табору національної збірної Бразилії у липні 2009 року під час кар’єри в університеті. Незважаючи на те, що її офіційний дебют у національній збірній відбувся пізніше, під час кар'єри національної збірної Елін була учасником декількох тренувальних таборів та товариських матчів з Бразилією. У 2016 році, після визначного весняного сезону з «Ферроварією», Рейс знову завоював місце у списку національних збірних та отримала контракт на проживання у збірній Бразилії (Seleção Permanente), яка готувалася до Олімпійських ігор 2016 у Ріо. У списку були ще три воротарі, окрім Елін, але після періоду тренувань та підготовки до Олімпійських ігор вона виборола одне з двох місць для воротарів у фінальному списку з 18 гравчинь, які поїхали Олімпіаду. Рейс відсунула основного воротаря на чемпіонату світу 2015 року на запасне місце у воротах. Дебютувала у збірній під час літніх Олімпійських ігор 2016 року в Бразилії, зігравши всі 90 хвилин проти Південної Африки, на Арена да Амазонія в Манаусі в присутності 42 тисяч вболівальників. Матч завершився з рахунком 0:0. Проте основним воротарем на турнірі була Барбара.
З 2016 року Елін щорічно захищала ворота національної збірної Бразилії на всих великих футбольних турнірах. Разом з національною командою виграла Кубок Америки 2018 року, брала участь у чемпіонаті світу 2019 року та в Олімпіаді 2020 року в Токіо.